# John Grant (scrittore scozzese)
John Grant, nato come Paul le Page Barnett (Aberdeen, 22 novembre 1949 – Hewitt, 3 febbraio 2020), è stato uno scrittore e curatore editoriale britannico di fantascienza, fantasy e saggistica.

## Biografia
Scrisse oltre settanta libri, principalmente come John Grant, ma a volte sotto il suo nome di battesimo (Paul Barnett) oppure usando altri pseudonimi come Eve Devereux. A questi si aggiungono i libri che ha scritto per altri da ghostwriter.
Fu autore di numerosi romanzi, tra cui The Hundredfold Problem dedicato a Judge Dredd, e insieme a Joe Dever scrisse i romanzi del ciclo delle Leggende di Lupo Solitario, liberamente basati sui librogame di Lupo Solitario. Curò le antologie Aries 1 (1979) fino a New Writing in the Fantastic (2007).
Come saggista pubblicò diversi libri, di cui molti correlati alla fantasy e alla fantascienza: in particolare insieme a John Clute fu il curatore della The Encyclopedia of Fantasy (1997) per la quale scrisse tutte le voci dedicate al cinema.
Visse nel New Jersey con la moglie fino alla morte, avvenuta improvvisamente nel 2020 all'età di 70 anni.

## Opere
Salvo diversamente indicato scritte come John Grant.

### Le leggende di Lupo Solitario
- con Joe Dever (1990). L'eclisse dei Ramas (Eclipse of the Kai, 1989). Edizioni E. Elle
- con Joe Dever (1990). La porta dell'oscurità (The Dark Door Opens, 1989). Edizioni E. Elle
- con Joe Dever (1991). La spada del sole (The Sword of the Sun, 1989). Edizioni E. Elle
- con Joe Dever (1992). Caccia spietata (Hunting Wolf, 1990). Edizioni E. Elle
- con Joe Dever (1993). Gli artigli di Helgedad (The Claws of Helgedad, 1991). Edizioni E. Elle
- con Joe Dever (2004). Sacrificio a Ruanon (The Sacrifice of Ruanon, 1991). Armenia Editore
- con Joe Dever (2005). Il luogo di nascita (The Birthplace, 1992). Armenia Editore
- con Joe Dever (2005). Il libro del Ramastan (The Book of the Magnakai, 1992). Armenia Editore
- con Joe Dever (2006). Narrazioni intorno al falò (The Tellings, 1993). Armenia Editore
- con Joe Dever (2005). Il libro della sapienza di Varecca (The Lorestone of Varetta, 1993). Armenia Editore
- con Joe Dever (2005). Il segreto di Kazan-Oud (The Secret of Kazan-Oud, 1994). Armenia Editore
- con Joe Dever (2006). La palude maledetta (The Rotting Land, 1994). Armenia Editore

### The Strider Chronicles
- come Paul Barnett (1997). Strider's Galaxy
- come Paul Barnett (1998). Strider's Universe. Orbit

### Altri romanzi
- con David Langford (1987). Earthdoom!
- (1986). Sex Secrets of Ancient Atlantis
- (1994). The Hundredfold Problem
- (2002). The Far-Enough Window or The Reclaiming of Fairyland
- (2005). The Dragons of Manhattan
- (2008). Leaving Fortusa

### Altre opere
- come Paul Barnett (traduzione e espansione) (1976). Electric Children: Roots & Branches of Modern Folk-Rock
- come Paul Barnett (cocuratore con A. Hallam e Peter Hutchinson) (1977). Planet Earth: An Encyclopedia of Geology
- come John Grant (curatore) (1979). Aries I
- come Paul Barnett, (cocuratore con John-David Yule) (1979). Phaidon Concise Encyclopedia of Science & Technology
- come John Grant (cocuratore con Colin Wilson) (1980). The Book of Time
- (1981) A Directory of Discarded Ideas
- come John Grant, cocuratore con Colin Wilson) (1981). The Directory of Possibilities
- (1982). A Book of Numbers
- (1983). Dreamers: A Geography of Dreamland
- (1983). The Truth About the Flaming Ghoulies
- (1987). Encyclopedia of Walt Disney's Animated Characters. Harper & Row. ISBN 978-0-06-015777-7 (prima edizione), seconda edizione nel 1993, terza edizione nel 1998
- (1987). The Advanced Trivia Quiz Book
- (1988). Great Mysteries
- (1989). An Introduction to Viking Mythology
- (1989). The Great Unsolved Mysteries of Science
- (1991). Albion
- (1991). Unexplained Mysteries of the World
- (1992). The World
- (1992). Monsters
- come John Grant (curatore tecnico) con John Clute e Peter Nicholls (curatori) (1993). The Encyclopedia of Science Fiction (seconda edizione),
- (1994). History Book, A Thog the Mighty Text (capitolo)
- (1995). Dr Jekyll & Mr Hyde. Versione riscritta per bambini
- come John Grant, con Ron Tiner (1996). The Encyclopedia of Fantasy & Science Fiction Art Techniques
- con John Clute (1997). The Encyclopedia of Fantasy.
- (1997). Frankenstein. Versione riscritta per bambini
- (2000). Enchanted World: The Art of Anne Sudworth
- con David Langford (2001). Guts
- (2001). Masters of Animation
- come Paul Barnett (2002). The Paper Tiger Fantasy Art Gallery
- (2002). Perceptualistics: The Art of Jael
- con Bob Eggleton (2002). Dragonhenge
- (2002). The Far Enough Window
- (2002). Qinmeartha and the Girl-Child LoChi, parte di un libro doppio con  The Tomb of the Old Ones di Colin Wilson
- con Elizabeth Humphreys and Pamela D. Scoville (2003). The Chesley Awards For Science Fiction & Fantasy Art: A Retrospective. ISBN 978-1-904332-10-7
- con Dave Hutchinson cocuratore (2003). Strange Pleasures 2
- (2004). Take No Prisoners
- con Audre Vysniauskas cocuratore (2004). Digital Art For the 21st Century
- con Bob Eggleton (2005). The Stardragons
- (2006). Sci-Fi Movies. AAPPL
- (2006). Noir Movies. AAPPL
- con Fred Gambino (2006). Life-Size Dragons
- (2006). Animated Movies. AAPPL
- (2006). Discarded Science: Ideas That Seemed Good at the Time.... Facts, Figures & Fun. ISBN 978-1-904332-49-7
- come Paul Barnett (2006). Beer. AAPPL
- come John Grant (a cura di) (2006). New Writings in the Fantastic
- (2007). Corrupted Science: Fraud, Ideology and Politics in Science. Facts, Figures & Fun. ISBN 978-1-904332-73-2
- (2008). The Dragons of Manhattan
- (2008). Leaving Fortusa
- (2008). The City In These Pages. PS Publishing
- (2009). Bogus Science, or: Some People Really Believe These Things,. ISBN 978-1-904332-87-9
- (2011). Denying Science: Conspiracy Theories, Media Distortions, and the War Against Reality. Prometheus Books